# 瓦夫蘇魯特尼爾之歌

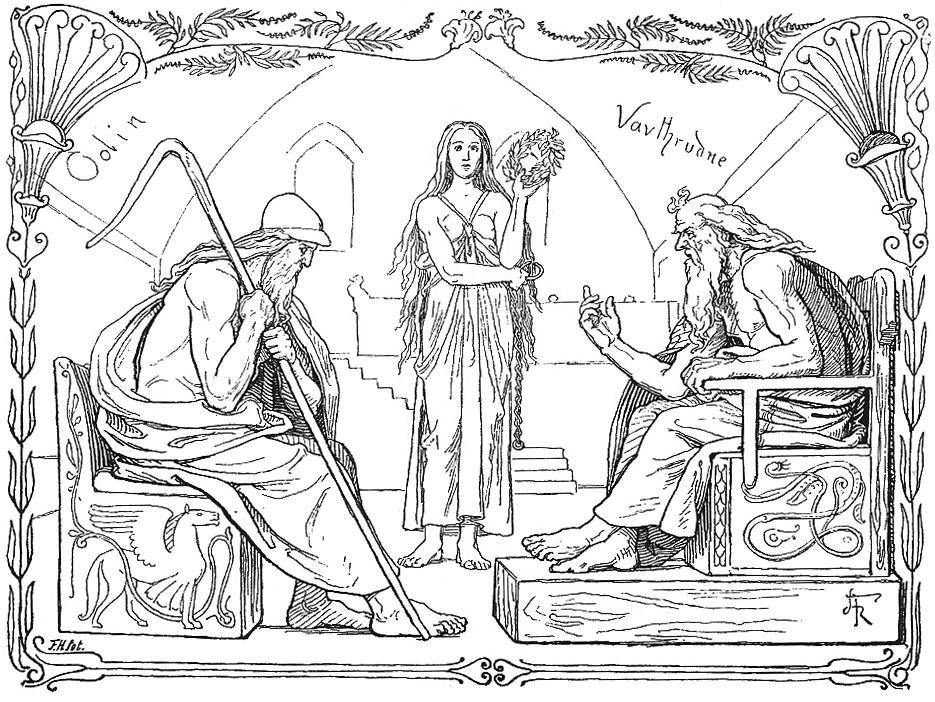
奧丁與瓦夫蘇魯特尼爾在知識遊戲中對決。由 Lorenz Frølich 於1895年繪製。

〈瓦夫蘇魯特尼爾之歌〉（古北歐語：Vafþrúðnismál） 是《詩體埃達》的第三首詩。〈瓦夫蘇魯特尼爾之歌〉的前半段是奧丁和芙麗嘉的對話，後半段則是奧丁與巨人瓦夫蘇魯特尼爾的對話。〈瓦夫史魯茲尼爾之歌〉詳細描述了北歐神話的世界觀，其內容後來被斯諾里·斯蒂德呂松引用到〈散文埃達〉中。
〈瓦夫蘇魯特尼爾之歌〉出自於皇家手稿和部分的 AM 748 I 4to 手稿，在第40到第41詩節的地方保存狀況不佳。
學者認為〈瓦夫蘇魯特尼爾之歌〉撰寫於第十世紀。

## 大意

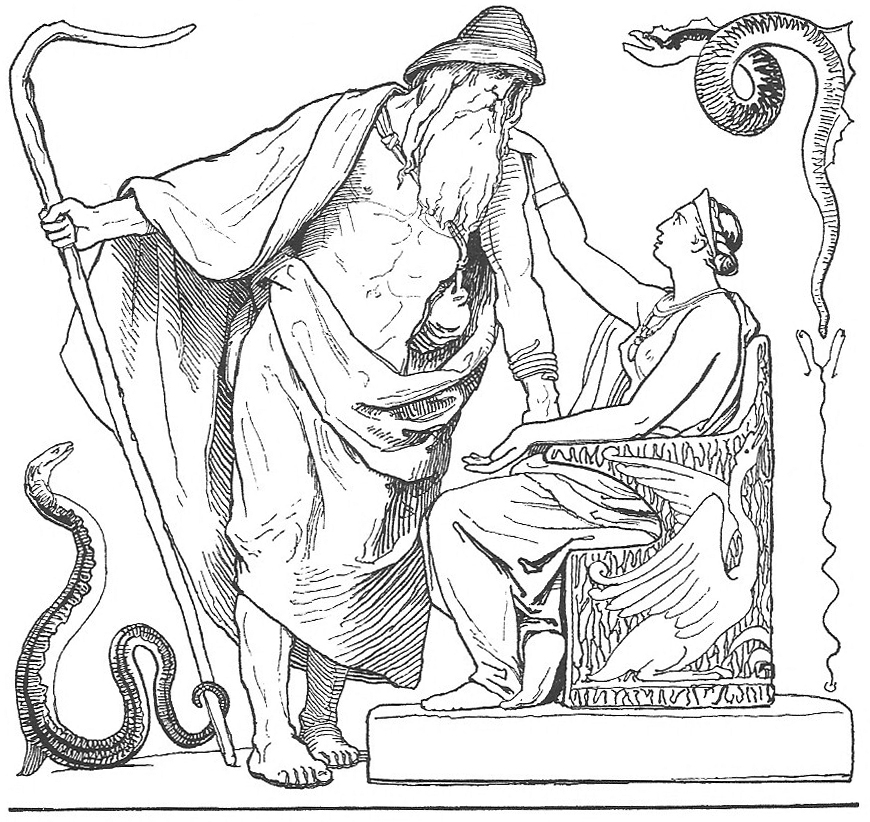
芙麗嘉請求奧丁不要去找瓦夫蘇魯特尼爾。由 Lorenz Frølich 於1895年繪製。

奧丁想要去找瓦夫蘇魯特尼爾，於是尋求芙麗嘉的建議，想知道此舉是否明智，芙麗嘉表示反對，說道瓦夫蘇魯特尼爾是她所看過最強大的巨人，但奧丁義無反顧地踏上旅途。
奧丁偽裝成一位旅人，名為卡格諾爾（Gagnráðr，古北歐語的勝利），到了瓦夫蘇魯特尼爾的殿堂後，奧丁希望得到瓦夫蘇魯特尼爾的知識，於是邀請瓦夫蘇魯特尼爾進行知識遊戲，瓦夫蘇魯特尼爾表示他一向會接受知識遊戲的邀請，但只有對方在遊戲中勝出，證明他比瓦夫蘇魯特尼爾還聰明，才會讓對方活著離開。瓦夫蘇魯特尼爾邀請奧丁入座，知識遊戲就此開始。
在第19詩節，瓦夫蘇魯特尼爾傻到用自己的首級作為賭注，奧丁如果勝出，他便人頭落地。在第55詩節，瓦夫蘇魯特尼爾不得不投降，因為詭計多端的奧丁問了一個只有奧丁本人才會知道的問題，也就是在巴德爾被送上葬禮船時，奧丁在他耳邊說了些什麼。知識遊戲的規則是提問者只能問自己知道答案的問題，因此，就在此時此刻，瓦夫蘇魯特尼爾意識到他的對手是奧丁：

很久很久
我自掘，我竟提及，
的命
我竟
最睿。
-瓦夫歌 

## 料
1. ↑  Orchard 1997，第170頁.
2. ↑  Norse Mythology A to Z p.111

### 籍
- Orchard, Andy. . Cassell. 1997  [2021-11-09]. ISBN 978-0-304-34520-5. （原始内容存档于2021-11-09） （英语）.

## 延伸
- Jakobsson, Ármann. . Neophilologus. 2008, 92 (2): 263–277  [2021-11-09]. doi:10.1007/s11061-007-9056-x. （原始内容存档于2021-11-09）.
- Vafþrúðnismál, T. W. Machen (ed.), Turnhout, 2008, Brepola Publishers, ISBN 978-0-88844-561-2
- McGillivray, Andrew. Influences of Pre-Christian Mythology and Christianity on Old Norse Poetry: A Narrative Study of Vafþrúðnismál. Northern Medieval World. Kalamazoo: Medieval Institute Publications, 2018. ISBN 9781580443357

## 
- Vafþrúðnismál （页面存档备份，存于） Sophus Bugge's edition of the manuscript text
- Vafþrúðnismál Guðni Jónsson's edition of the text with normalized spelling